# Волдо (округ, Мен)
Шаблон:StateAbbr_ 44°28′29″ пн. ш. 69°07′05″ зх. д. / 44.474743° пн. ш. 69.117981° зх. д.
Округ  Волдо (англ. Waldo County) — округ (графство) у штаті Мен, США. Ідентифікатор округу 23027.

## Історія
Округ утворений 1827 року.

## Демографія
За даними перепису 
2000 року 
загальне населення округу становило 36280 осіб, зокрема міського населення було 3305, а сільського — 32975.
Серед мешканців округу чоловіків було 17825, а жінок — 18455. В окрузі було 14726 домогосподарств, 10053 родин, які мешкали в 18904 будинках.
Середній розмір родини становив 2,88.
Віковий розподіл населення поданий у таблиці:
| Стать    | До 15 років | 15-21 | 22-29 | 30-39 | 40-49 | 50-65 | 65-85 | Понад 85 |
| -------- | ----------- | ----- | ----- | ----- | ----- | ----- | ----- | -------- |
| Чоловіки | 3742        | 1668  | 1490  | 2414  | 2977  | 3365  | 1982  | 187      |
| Жінки    | 3446        | 1557  | 1620  | 2634  | 3116  | 3304  | 2404  | 374      |

## Суміжні округи
- Пенобскот – північний схід
- Генкок – схід
- Нокс – південь
- Лінкольн – південний захід
- Кеннебек – захід
- Сомерсет – північний захід

## Виноски
1. ↑  U.S. Decennial Census. United States Census Bureau. Архів оригіналу за 19 липня 2018. Процитовано 7 вересня 2014.
2. ↑  Historical Census Browser. University of Virginia Library. Архів оригіналу за 11 серпня 2012. Процитовано 7 вересня 2014.
3. ↑  Population of Counties by Decennial Census: 1900 to 1990. United States Census Bureau. Архів оригіналу за 23 січня 2015. Процитовано 7 вересня 2014.
4. ↑  Census 2000 PHC-T-4. Ranking Tables for Counties: 1990 and 2000 (PDF). United States Census Bureau. Архів оригіналу (PDF) за 18 грудня 2014. Процитовано 7 вересня 2014.
5. ↑  State & County QuickFacts. United States Census Bureau. Архів оригіналу за січень 21, 2016. Процитовано 19 серпня 2013.(англ.) Наведено за англійською вікіпедією.
6. ↑  QuickFacts. Waldo County, Maine. United States Census Bureau. Архів оригіналу за 26 липня 2019. Процитовано 26 липня 2019.
7. ↑  American FactFinder. Бюро перепису населення США. Архів оригіналу за 26 лютого 2012. Процитовано 31 січня 2008.

| США | Це незавершена стаття з географії США. Ви можете допомогти проєкту, виправивши або дописавши її. |